# Maurício Vieira de Brito
Maurício Vieira de Brito ComB • OIP (Novo Redondo (Angola, 6 de março de 1919 — Lisboa, 9 de agosto de 1975) foi um engenheiro, professor universitário e empresário português que serviu como Presidente do Sport Lisboa e Benfica entre 30 de março de 1957 e 31 março de 1962.

## Biografia
Nascido no Novo Redondo, sucedeu a Joaquim Ferreira Bogalho na presidência do Benfica, onde ficou durante cinco anos. Foi um dos principais mecenas do clube, não só durante a sua gerência mas também após o fim desta, ajudando financeiramente o clube por diversas vezes.
No futebol, em 1961, foi fundamental na conquista da primeira Taça dos Campeões Europeus do clube e em 1962 foi decisivo na segunda (que o clube conquistou um mês após a sua saída da presidência). A nível nacional, sagrou-se campeão nacional por três vezes e venceu por duas a Taça de Portugal. Foi o responsável pela contratação do treinador Béla Guttmann (em 1959) e do futebolista Eusébio (em 1960).
Foi responsável pela requalificação do estádio, nomeadamente com a construção da primeira fase do terceiro anel e com a instalação das torres de iluminação, que foram construídas e inauguradas durante a sua gerência e alteraram para sempre o nome do recinto, que passou a ser popularmente chamado de "Estádio da Luz".
Pelo seu empenho no melhoramento das instalações do Sport Lisboa e Benfica, contribuindo materialmente para o efeito, o clube concedeu-lhe, a 28 de Março de 1958, o galardão de Sócio Benemérito e em 29 de Novembro de 1960 a Águia de Ouro.
A 6 de Abril de 1959 foi feito Comendador da Ordem de Benemerência e a 11 de Julho de 1959 foi feito Oficial da Ordem da Instrução Pública.
Era irmāo de Adolfo Vieira de Brito.